# Hiten
Hiten (japanska: ひてん), med den engelska namnet Celestial Maiden och före uppskjutning känd som MUSES-A, var en japansk rymdsond som sköts upp 24 januari 1990. Den var Japans första månsond och den första farkosten som skickades till månen sedan Sovjetunionen skickade sin sista sond i Lunaprogrammet, Luna 24 1976. Det var också den första månsond som skickades upp från något annat land än Sovjet eller USA.

## Uppdrag
Hiten skulle skickas ut i en bana med ett apogeum av 476 000 km, för att komma i en bana förbi månens. Uppskjutning lyckades mindre bra och apogeum hamnade endast på 290 000 km.  Teknikerna lyckades korrigera kursen och vid sondens första förbiflygning sände den ut en mindre sond i omloppsbana runt månen. Denna hade namnet Hagoromo (はごろも) och vägde 12 kg. Den fick krångel med överföringen av data och kunde därmed inte utföra sitt uppdrag.
Hitens egentliga uppdrag upphörde i mars 1991 efter att ha utfört inbromsningar i jordatmosfären vid två på varandra följande apogeum. 
I oktober 1991 skickades Hiten i omloppsbana runt månen för att mäta partiklar i det omdiskuterade Kordylewskimolnet. Sonden hittade inga ansamlingar, men utförde andra nyttiga partikelmätningar.
Den 15 februari 1993 placerade Hiten i en permanent bana runt månen där den blev kvar tills den skickades att krascha mot månens yta den 10 april 1993, på 34,3oS 55,6oO, mellan kratrarna Stevinus och Furnerius.